# Lijst van voetbalinterlands Estland - Nederland (vrouwen)
Deze lijst van voetbalinterlands is een overzicht van alle voetbalwedstrijden tussen de nationale vrouwenteams van Estland en Nederland. Estland en Nederland hebben drie keer tegen elkaar gespeeld. De eerste wedstrijd betrof een vriendschappelijke wedstrijd op 20 mei 2015 in Rotterdam.

## Wedstrijden
| № | Plaats    | Datum            | Competitie           | Wedstrijd           | Uitslag |
| - | --------- | ---------------- | -------------------- | ------------------- | ------- |
| 1 | Rotterdam | 20 mei 2015      | Vriendschappelijk    | Nederland − Estland | 7 − 0   |
| 2 | Tallinn   | 30 augustus 2019 | EK 2021 kwalificatie | Estland − Nederland | 0 − 7   |
| 3 | Groningen | 23 oktober 2020  | EK 2021 kwalificatie | Nederland − Estland | 7 − 0   |

## Samenvatting
| Competitie        | Totaal gespeeld | Winst Estland | Gelijk | Winst Nederland | Doelsaldo Estland – Nederland |
| ----------------- | --------------- | ------------- | ------ | --------------- | ----------------------------- |
| EK-kwalificatie   | 2               | 0             | 0      | 2               | 0 − 14                        |
| Vriendschappelijk | 1               | 0             | 0      | 1               | 0 − 7                         |
| Totaal            | 3               | 0             | 0      | 3               | 0 − 21                        |